# Awadhština
Awadhština (též awadhi nebo audhi, awadhsky अवधी) je indoáríjský jazyk, který se používá v regionu Awadh ve státě Uttarpradéš na severu Indie, ale i v přilehlém regionu Terai v Nepálu a v menší míře také v indické diaspoře. Název Awadh je odvozen od názvu města Ajódhja, starobylého města, které bylo považované za sídlo Rámy, raného avatára boha Višnu. Spolu s bradžštinou awadhština přispěla ke standardizaci hindštiny v 19. století. I proto se často považuje pouze jako dialekt hindštiny, přesto, že se od ní poměrně liší a dále se ve svojí specifické podobě v Awadhu používá. Hindština se mezitím v regionu používá jako oficiální jazyk, například na úřadech nebo ve školství (protože indická vláda považuje awadhštinu pouze jako dialekt hindštiny), ale i jako lingua franca.
Pro zápis awadhštiny se používá písmo dévanágarí, historicky se používalo také písmo kaithi. Awadhská literatura se také často řadí pod literaturu hindskou - například klasická indická díla z 16. století Hanuman Chálisá a Ramčaritmanas jsou psána právě v awadhštině. V roce 2020 byla spuštěna Wikipedie v awadhštině.

## Ukázka
Text z klasického díla Ramčaritmanas v awadhštině:
| „ | अंडकोस प्रति प्रति निज रूपा। देखेउँ जिनस अनेक अनूपा॥ अवधपुरी प्रति भुअन निनारी। सरजू भिन्न भिन्न नर नारी॥ | “ |

Český překlad:
| „ | V každém vesmíru jsem spatřil sám sebe, stejně jako mnohé věci, jež nemají srovnání. Každý vesmír měl svou vlastní Ajódhju, se svou vlastní Sárjú a své vlastní muže a ženy. | “ |